# البرمجة غير المتزامنة
البرمجة غير المتزامنة (Asynchronous Programming) هي نمط برمجة يسمح بتنفيذ مهام متعددة في نفس الوقت، دون الحاجة إلى انتظار إتمام كل مهمة قبل الانتقال إلى المهمة التالية. هذا النمط مفيد بشكل خاص في التطبيقات التي تتعامل مع مهام طويلة الأمد مثل طلبات الشبكة أو قراءة الملفات، حيث يمكن للتطبيق تنفيذ مهام أخرى بينما تتم معالجة المهام الطويلة في الخلفية.

## أهمية البرمجة غير المتزامنة
في البرمجة المتزامنة (Synchronous Programming)، يتم تنفيذ العمليات بشكل تسلسلي، حيث تنتظر كل عملية اكتمال العملية التي تسبقها قبل أن تبدأ. بينما في البرمجة غير المتزامنة، يمكن تنفيذ العمليات دون الحاجة إلى الانتظار. هذا يسمح بتحسين أداء التطبيقات وتقليل زمن الانتظار للمستخدمين، خصوصًا في التطبيقات التي تتطلب استجابة سريعة مثل تطبيقات الويب أو تطبيقات الهواتف الذكية.

## المفاهيم الأساسية
من أهم المفاهيم التي تتوقف عليها البرمجة غير المتزامنة: مفهوم العمليات المتزامنة، مفهوم العمليات غير المتزامنة، الوعود، ومفهوم الانتظار، وفيما يلي بعض التوضيح لهذه المفاهيم الرئيسة:
العمليات المتزامنة (Synchronous Operations): تتطلب أن يتم تنفيذ كل عملية بعد انتهاء العملية التي تسبقها، وهي شكل من أشكال الحوسبة المتزامنة.
العمليات غير المتزامنة (Asynchronous Operations): تسمح بتنفيذ المهام دون انتظار، مما يؤدي إلى تحسين سرعة الاستجابة.
الوعود (Promises): هي مفهوم في البرمجة يتيح التعامل مع المهام غير المتزامنة بشكل أكثر تنظيمًا. الوعود تمثل قيمة مستقبلية قد تكون متاحة لاحقًا.
الانتظار (Async/Await): آلية تتيح كتابة كود غير متزامن بطريقة تبدو كأنها متزامنة، مما يجعل الكود البرمجي أكثر قابلية للفهم.

## أدوات وتقنيات البرمجة غير المتزامنة
تدعم العديد من لغات البرمجة الحديثة تقنيات البرمجة غير المتزامنة بطرق مختلفة، وفيما يلي بعض الأمثلة:

### جافاسكريبت
تعتمد جافا سكريبت بشكل كبير على البرمجة غير المتزامنة، خاصةً في تطوير الويب. أدوات مثل الوعود (Promises) و async/await شائعة جدًا. مثال:
```
javascript

Copier
 
le
 
code

async
 
function
 
fetchData
()
 
{

  
let
 
response
 
=
 
await
 
fetch
(
'https://api.example.com/data'
);

  
let
 
data
 
=
 
await
 
response
.
json
();

  
console
.
log
(
data
);

}

```

### بايثون
في بايثون يتم استخدام مكتبة asyncio لتسهيل البرمجة غير المتزامنة. كما تم إدخال async و await في الإصدارات الحديثة من اللغة.
```
python

Copier
 
le
 
code

import
 
asyncio

async
 
def
 
fetch_data
():

   
print
(
"Start fetching"
)

   
await
 
asyncio
.
sleep
(
2
)
  
# محاكاة لعملية طويلة

   
print
(
"Done fetching"
)

asyncio
.
run
(
fetch_data
())

```

### سي شارب
في C#، يتم استخدام المهام (Tasks) إلى جانب async و await لتحقيق البرمجة غير المتزامنة.
```
csharp

Copier
 
le
 
code

public
 
async
 
Task
<
string
>
 
GetDataAsync
()

{

   
HttpClient
 
client
 
=
 
new
 
HttpClient
();

   
string
 
data
 
=
 
await
 
client
.
GetStringAsync
(
"https://api.example.com/data"
);

   
return
 
data
;

}

```

## تحديات البرمجة غير المتزامنة

### التعامل مع الأخطاء
في البرمجة غير المتزامنة، قد يكون من الصعب اكتشاف الأخطاء وإدارتها بشكل فعال، حيث يمكن أن تحدث الأخطاء في العمليات الخلفية التي لا يتم مراقبتها بسهولة.

### التزامن مع الموارد المشتركة
عندما تعمل مهام متعددة في نفس الوقت، قد تتنافس على نفس الموارد، مما يتطلب استخدام آليات خاصة مثل ا لأقفال (Locks) لضمان عدم حدوث تضارب.

## تطبيقات البرمجة غير المتزامنة
البرمجة غير المتزامنة مهمة في التطبيقات الحديثة التي تتطلب استجابة سريعة وإمكانية التعامل مع مهام متعددة بشكل متزامن. بعض الأمثلة الشائعة تشمل:
- تطبيقات الويب: التي تحتاج إلى استرداد البيانات من الخادم دون تجميد واجهة المستخدم.
- الألعاب: حيث يتم تنفيذ العمليات في الخلفية مثل تحميل الأصول أو التعامل مع الشبكات دون التأثير على تجربة اللعب.
- تطبيقات الهاتف: التي تعتمد على البرمجة غير المتزامنة لتوفير تجربة مستخدم سلسة عند التفاعل مع الخدمات السحابية[2] أو قواعد البيانات.

تعد البرمجة غير المتزامنة واحدة من التقنيات الأساسية التي تساعد على تحسين أداء التطبيقات الحديثة. من خلال فهم المفاهيم الأساسية مثل الوعود، والانتظار، وأدوات البرمجة غير المتزامنة المتاحة في مختلف لغات البرمجة، وتمكن مطوري الويب من بناء تطبيقات أكثر كفاءة واستجابة.